# デスティン・フード
- デスティン・フッド

デスティン・D・フード（Destin D. Hood, 1990年4月3日 - ）は、アメリカ合衆国アラバマ州モービル出身のプロ野球選手（外野手）。右投右打。MLB・テキサス・レンジャーズ傘下所属。
メディアによっては「フッド」と表記されることもある。

## 経歴

### プロ入り前
地元のセント・ポールズ・イピスコパル高等学校に進学した。ここでは、野球とアメリカンフットボールをプレーした。高校卒業後は、アラバマ大学にアメリカンフットボールのために進学する予定だった。

### プロ入りとナショナルズ傘下時代
2008年のMLBドラフト2巡目（全体55位）でワシントン・ナショナルズから指名され、大学進学を取りやめて入団した。この年は、傘下のルーキー級ガルフ・コーストリーグ・ナショナルズで25試合に出場した。
2009年は、ルーキー級ガルフ・コーストリーグ・ナショナルズで開幕を迎えた。ここでは、25試合に出場した。その後、A-級バーモント・レイクモンスターズへ昇格した。ここでは、38試合に出場した。
2010年は、A級ヘイガーズタウン・サンズで開幕を迎えた。この年は、129試合に出場した。
2011年は、A+級ポトマック・ナショナルズで開幕を迎えた。この年は、128試合に出場した。
2012年は、A-級オーバーン・ダブルデイズで開幕を迎えた。ここでは、5試合に出場した。その後、AA級ハリスバーグ・セネターズへ昇格した。ここでは、94試合に出場した。
2013年は、AA級ハリスバーグで開幕を迎えた。この年は、112試合に出場した。
2014年限りで退団した。

### インディアンス傘下時代
2014年12月15日にクリーブランド・インディアンスとマイナー契約を結んだ。
2015年はAAA級コロンバス・クリッパーズで開幕を迎えたが、5月5日にAA級アクロン・ラバーダックスへ降格。7月15日に自由契約となった。

### フィリーズ傘下時代
2015年7月17日にフィラデルフィア・フィリーズとマイナー契約を結び、傘下のAA級レディング・ファイティン・フィルズへ配属された。オフの11月7日にFAとなった。

### マーリンズ時代
2015年11月12日にマイアミ・マーリンズとマイナー契約を結んだ。
2016年は開幕から傘下のAAA級ニューオーリンズ・ゼファーズでプレーし、126試合に出場して打率.267・15本塁打・80打点・11盗塁の成績を残した。9月1日にメジャー契約を結んでアクティブ・ロースター入りし、翌2日のインディアンス戦でメジャーデビューして5回表にカルロス・カラスコからメジャー初安打となる二塁打を放った。メジャーでは13試合に出場し、打率.240・1本塁打・2打点・OPS0.640という成績だった。守備面では左翼手を5試合・右翼手を2試合で守り、計無失策・DRS0・UZR0だった。
2017年はAAA級ニューオーリンズ・ベビーケークスでプレーし、62試合に出場して打率.260・14本塁打・41打点・5盗塁の成績を残した。この年はメジャーでの出場は無かった。レギュラーシーズン終了後の10月7日に40人枠外となり、11月6日にFAとなった。

### レンジャーズ傘下時代
2018年1月4日にテキサス・レンジャーズとマイナー契約を結び、スプリングトレーニングに招待選手として参加することになった。

## 詳細情報

### 年度別打撃成績
| 年 度    | 球 団    | 試 合 | 打 席 | 打 数 | 得 点 | 安 打 | 二 塁 打 | 三 塁 打 | 本 塁 打 | 塁 打 | 打 点 | 盗 塁 | 盗 塁 死 | 犠 打 | 犠 飛 | 四 球 | 敬 遠 | 死 球 | 三 振 | 併 殺 打 | 打 率 | 出 塁 率 | 長 打 率 | O P S |
| -------- | -------- | ----- | ----- | ----- | ----- | ----- | -------- | -------- | -------- | ----- | ----- | ----- | -------- | ----- | ----- | ----- | ----- | ----- | ----- | -------- | ----- | -------- | -------- | ----- |
| 2016     | MIA      | 13    | 25    | 25    | 3     | 6     | 1        | 0        | 1        | 10    | 2     | 0     | 1        | 0     | 0     | 0     | 0     | 0     | 11    | 0        | .240  | .240     | .400     | .640  |
| MLB：1年 | MLB：1年 | 13    | 25    | 25    | 3     | 6     | 1        | 0        | 1        | 10    | 2     | 0     | 1        | 0     | 0     | 0     | 0     | 0     | 11    | 0        | .240  | .240     | .400     | .640  |

- 2017年度シーズン終了時

### 背番号
- 68（2016年）